# Estats Federats de Micronèsia
Els Estats Federats de Micronèsia, també coneguts simplements com a Micronèsia, són un estat federal d'Oceania, situats al nord de l'oceà Pacífic. Se situen al nord-est de Papua Nova Guinea, a l'est de Palau, al sud de les illes Mariannes Septentrionals, a l'oest de les illes Marshall i al nord-oest de Nauru.
Els Estats Federats de Micronèsia formaven part del Territori en Fideïcomís de les Illes del Pacífic (en anglès Trust Territory of the Pacific Islands), un territori en fideïcomís de les Nacions Unides sota administració estatunidenca. El 1979 van adoptar una constitució i el 1986 van obtenir la independència, sota la forma de lliure associació amb els Estats Units.
Els Estats Federats de Micronèsia estan localitzats en una regió d'Oceania coneguda com la Micronèsia, que consisteix en centenars de petites illes dividides en set territoris. El nom de Micronèsia és utilitzat sovint també per referir-se als Estats Federats, tot i ser el nom de la regió sencera.

## Història
Article principal: Història dels Estats Federats de Micronèsia
Els ancestres dels micronesis s'hi varen establir fa més de 4.000 anys. Un sistema de cabdills descentralitzat va evolucionar a un imperi econòmic i religiós més centralitzat, basat a l'illa de Yap. Exploradors europeus (primer els portuguesos, a la recerca d'espècies, i després els espanyols) varen arribar a les Carolines en el segle xvi, amb els espanyols establint-s'hi sobiranament. Els actuals Estats Federats de Micronèsia varen passar a mans dels alemanys el 1899, després als japonesos el 1914, i finalment als Estats Units amb el suport de les Nacions Unides el 1947 com a part del territori fiduciari de les illes del Pacífic.
El 10 de maig de 1979, quatre dels districtes del territori fiduciari varen decretar una nova constitució, transformant-se en els Estats Federats de Micronèsia. Els districtes veïns de Palau, Illes Marshall i les Illes Marianes del Nord varen decidir no participar-hi. Els Estats Federats de Micronèsia varen firmar l'Acord d'Associació Lliure amb els Estats Units d'Amèrica, amb els quals varen entrar en conflicte el 3 de novembre de 1986, marcant la independència de Micronèsia.

## Subdivisió administrativa
Article principal: Organització territorial dels Estats Federats de Micronèsia
Els Estats Federats de Micronèsia estan compostos per 607 illes, les quals es divideixen en quatre estats: Yap, Chuuk, Pohnpei i Kosrae. La capital federal és Palikir, localitzada a l'illa de Pohnpei.

## Política
La vida política als Estats Federats de Micronèsia està regida per la Constitució de 1979, que garanteix els drets humans fonamentals i institueix la separació dels diferents poders de l'Estat.
A diferència del que sol ser habitual en una federació, el parlament dels Estats Federats de Micronèsia és unicameral. El Congrés dels EFM està format per catorze membres, que escullen el president i el vicepresident del país per un període de quatre anys. El president és alhora cap de l'Estat i de l'executiu.

## Geografia
Article principal: Geografia dels Estats Federats de Micronèsia

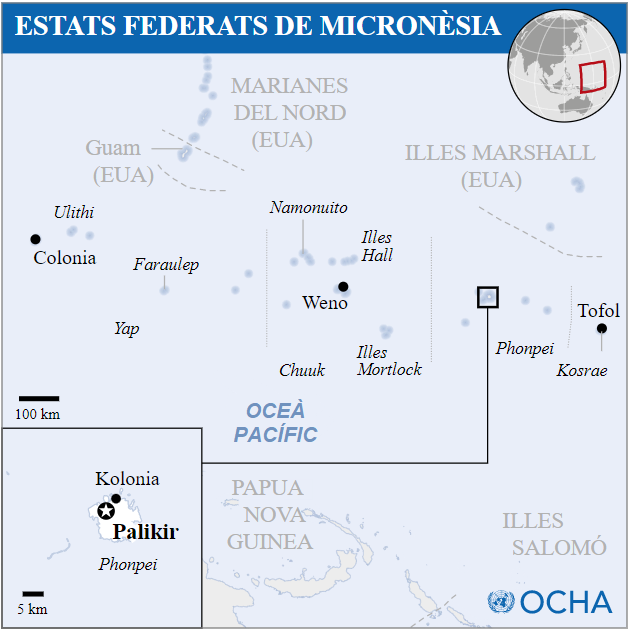
Mapa dels Estats Federats de Micronèsia

Els Estats Federats de Micronèsia consten de 607 illes que s'estenen per 2900 km a través de l'arxipèlag de les illes Carolines a l'est de les Filipines. Els quatre grups d'illes que els constitueixen són Yap, Chuuk (anomenat Truk fins al gener de 1990), Pohnpei (anomenada Ponape fins al novembre de 1984), i Kosrae. La capital federal és Palikir, a Pohnpei.
Els quatre estats de la federació són, d'oest a est:
| Bandera | Estats  | Capital | Actual governador    | Superfície (km²) | Població | Densitat Població |
| ------- | ------- | ------- | -------------------- | ---------------- | -------- | ----------------- |
| Yap     | Colonia | Yap     | Charles Chieng       | 118,1            | 16.436   | 94                |
| Chuuk   | Chuuk   | Weno    | Alexander R. Narruhn | 127,4            | 54.595   | 1088              |
| Pohnpei | Pohnpei | Kolonia | Reed P. Oliver       | 345,5            | 34.685   | 98                |
| Kosrae  | Kosrae  | Tofol   | Tulensa Palik        | 109.6            | 7.686    | 66                |

Aquests estats es divideixen a més en municipis.
Les illes tenen una superfície de 702 km².
Les illes s'agrupen en quatre estats, que són Yap, Chuuk (anomenat Truk fins al gener de 1990), Pohnpei (conegut com Ponape fins al novembre de 1984) i Kosrae (abans Kusaie). Aquests quatre estats estan representats cadascun per una estrella blanca a la bandera nacional. La capital és Palikir, a Pohnpei.

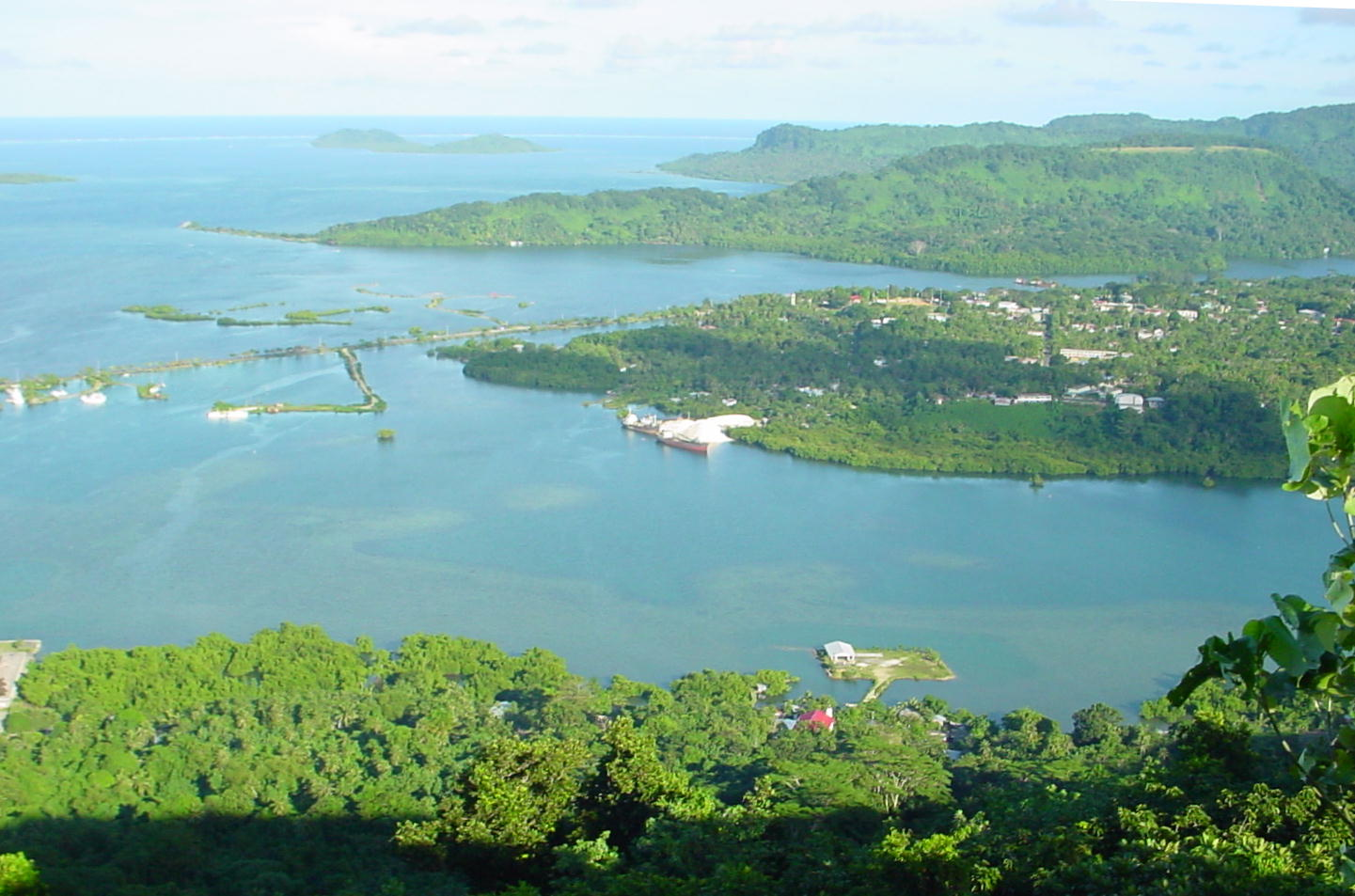
Vista de la ciutat de Kolonia des de Sokehs Ridge a Pohnpei

Dues ecoregions terrestres es troben a les fronteres del país: els boscos tropicals humits de Carolines i els boscos tropicals secs de Yap. El 2019 tenia una puntuació mitjana de l'Índex d'Integritat del Paisatge Forestal de 7,55/10, que el va situar en el lloc 37 a nivell mundial de 172 països.

### Biodiversitat
Les principals comunitats costaneres són els boscos de manglars, les herbes marines, les llacunes i els esculls de corall, vinculats biològicament i físicament. A Micronèsia es reconeixen unes 300 espècies de corall, 1000 espècies de peixos i 1200 espècies de mol·luscs. Als manglars hi ha gambes, crancs i peixos, així com ocells que s'alimenten d'ells. Els prats d'herbes marines són a la costa seguint els manglars. Les llacunes proporcionen aliment als habitants dels esculls i contenen diversos tipus de plàncton. La biodiversitat i la complexitat dels esculls de corall augmenta notablement d'est a oest, amb 150 espècies de corall dur a Kosrae, 200 a Pohnpei i 300 a Chuuk. La productivitat del corall en aquesta zona es troba entre les més altes del món, absorbint uns 2.500 grams de carboni per metre quadrat i any, enfront dels 2.200 grams al bosc tropical i els 125 grams a mar obert.
A l'interior, des de la zona de marea fins al cim de les muntanyes hi ha una varietat variada de vegetació, bosc ennuvolat, terra alta, palmera, plantació, zones dominades per escaladors del gènere merremia, sabanes, boscos secundaris autòctons, fragments d'arbres introduïts, conreats. zones, aiguamolls d'aigua dolça, aiguamolls de la palmera Nypa fruticans, boscos d'atolls, boscos en zones rocoses i platges. Hi ha unes 1.230 espècies de falgueres i plantes amb flors, de les quals 782 són autòctones, incloses 145 espècies de falgueres autòctones. A l'illa de Pohnpei, hi ha unes 750 espècies de plantes, de les quals 110 són endèmiques. S'han introduït 457 espècies més.

### Clima

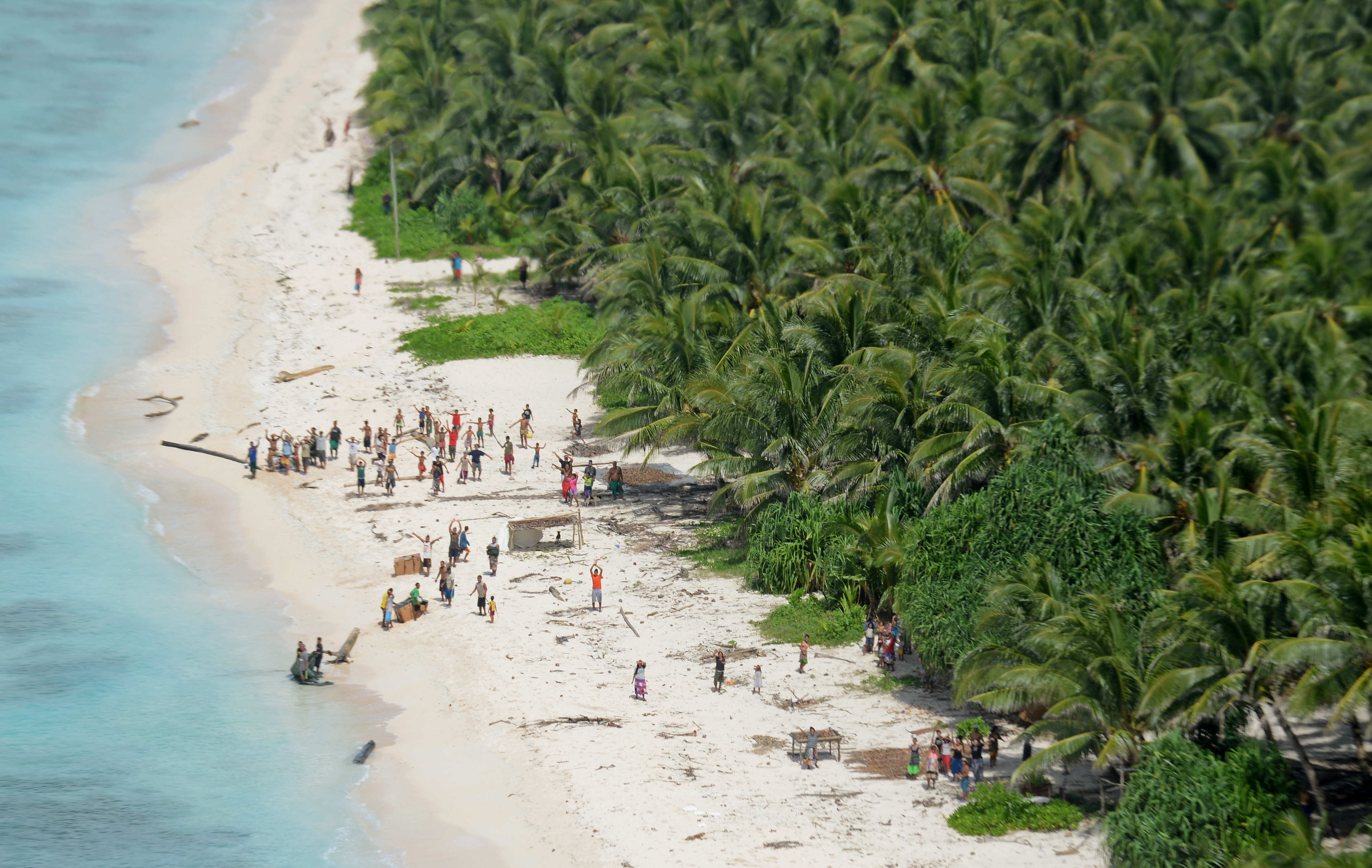
Illa Satawal, estat de Yap

Els Estats Federats de Micronèsia tenen un clima de selva tropical (Köppen: Af). El clima és càlid, humit i plujós durant tot l'any. Les illes es troben al nord de l'equador i es veuen afectades pels constants vents alisis, que temperen el clima. Les temperatures mínimes oscil·len durant tot l'any entre els 22 i els 25 °C, i temperatures màximes entre 30 i 32 °C. Les abundants precipitacions oscil·len entre 2.500 i 5.000 mm anuals, encara que a les cares orientades al vent poden superar els 6.000 mm. El mont Nahnalaud, de només 750 m d'alçada, a l'illa de Pohnpei, rep una mitjana de 10.160 mm, sent un dels llocs més plujosos de la terra, amb cel gairebé sempre tapat. En general, les pluges són produïdes per ruixats i tempestes de curta durada però molt intenses. Els llocs més secs són els atols plans, on les precipitacions poden baixar per sota dels 3000 mm. Els mesos més secs són gener i febrer, amb no menys de 250 mm i 20 dies de pluja.

## Economia

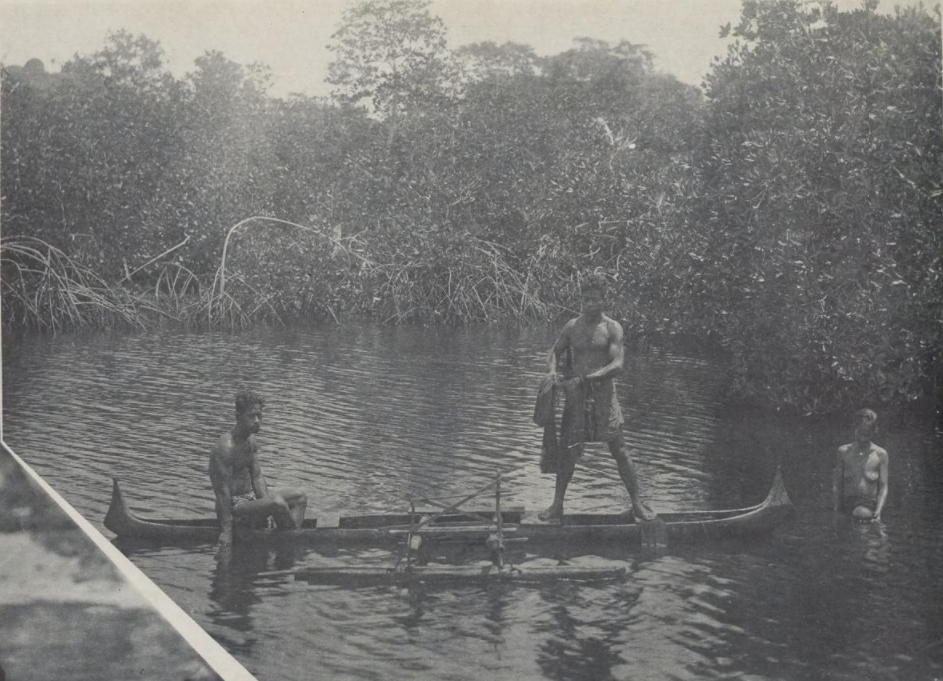
Pesca a Chuuk, 1931

L'activitat econòmica als Estats Federats de Micronèsia consisteix principalment en l'agricultura i la pesca de subsistència. Les illes tenen pocs jaciments minerals que valguin la pena explotar, excepte el fosfat d'alt grau. La pesca de tonyina amb palangra també és viable amb vaixells estrangers de la Xina que operaven als anys noranta. Existeix potencial per a una indústria turística, però la llunyania de la ubicació i la manca d'instal·lacions adequades dificulten el desenvolupament. L'assistència financera dels EUA és la principal font d'ingressos, amb els EUA es van comprometre a gastar 1.300 milions de dòlars a les illes el 1986-2001; quan el Pacte es va modificar el 2004, els Estats Units es van comprometre a proporcionar 110 milions de dòlars en ajuda al desenvolupament fins al 2023. El CIA World Factbook enumera l'alta dependència de l'ajuda dels EUA com una de les principals preocupacions de l'FSM. L'aïllament geogràfic i una infraestructura poc desenvolupada són grans impediments per al creixement a llarg termini.

## Societat

### Demografia
| 1960   | 1961   | 1962   | 1963   | 1964   | 1965   | 1966   | 1967   | 1968   | 1969   | 1970   | 1971   | 1972   | 1973   | 1974   | 1975   | 1976   | 1977   | 1978   | 1979   | 1980   | 1981   | 1982   | 1983   | 1984   | 1985   | 1986   | 1987   | 1988   | 1989   | 1990   | 1991   | 1992    | 1993    | 1994    | 1995    | 1996    | 1997    | 1998    | 1999    | 2000    | 2001    | 2002    | 2003    | 2004    | 2005    | 2006    | 2007    | 2008    | 2009    | 2010    | 2011    | 2012    | 2013    | 2017    |
| 44.539 | 45.956 | 47.387 | 48.875 | 50.483 | 52.238 | 54.201 | 56.324 | 58.404 | 60.167 | 61.433 | 62.107 | 62.298 | 62.289 | 62.477 | 63.146 | 64.386 | 66.110 | 68.221 | 70.550 | 72.967 | 75.462 | 78.057 | 80.678 | 83.242 | 85.689 | 87.948 | 90.024 | 92.020 | 94.091 | 96.331 | 98.800 | 101.412 | 103.937 | 106.057 | 107.556 | 108.342 | 108.506 | 108.236 | 107.808 | 107.430 | 107.170 | 106.983 | 106.816 | 106.575 | 106.198 | 105.686 | 105.097 | 104.498 | 103.983 | 103.619 | 103.424 | 103.395 | 103.549 | 105.544 |

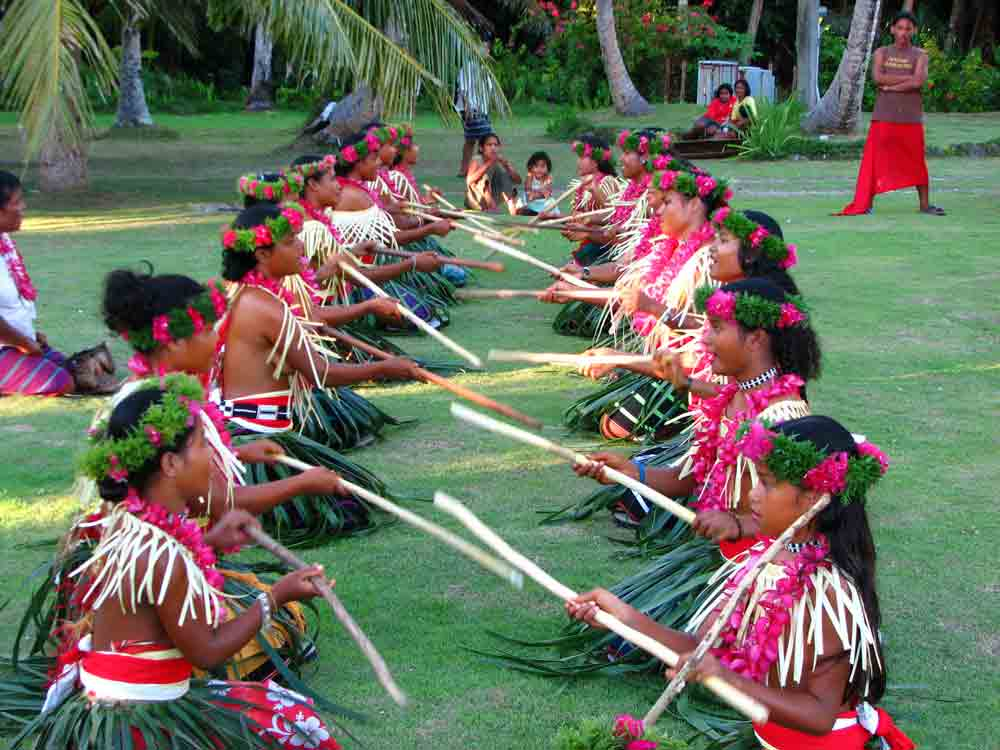
Gent fent una cerimònia de benvinguda a l'atol d'Ulithi

La població indígena, que és predominantment micronèsia, està formada per uns quants grups etnolingüístics. Té una població gairebé 100% d'illes del Pacífic i asiàtica: chuukese 48,8%, pohnpeian 24,2%, kosraean 6,2%, yapese 5,2%, illes exteriors Yap 4,5%, asiàtic 1,8%, polinesi 1,5%, un altre 6,4%, desconegut. Una minoria important també té una certa ascendència japonesa, que és el resultat dels matrimonis entre colons japonesos i micronesis durant el període colonial japonès.
També hi ha una població expatriada creixent d'americans, australians, europeus i residents de la Xina i les Filipines des de la dècada del 1990. L'anglès s'ha convertit en la llengua comuna del govern, i per a l'educació secundària i terciària. Fora de les principals capitals dels quatre estats de la FSM, es parlen principalment les llengües locals. A la missió catòlica de Pohnpei, entre els missioners mercedaris, considerats una institució del país, també es parla castellà. El creixement es manté elevat, més del 3% anual, compensat una mica per l'emigració neta.

### Idiomes

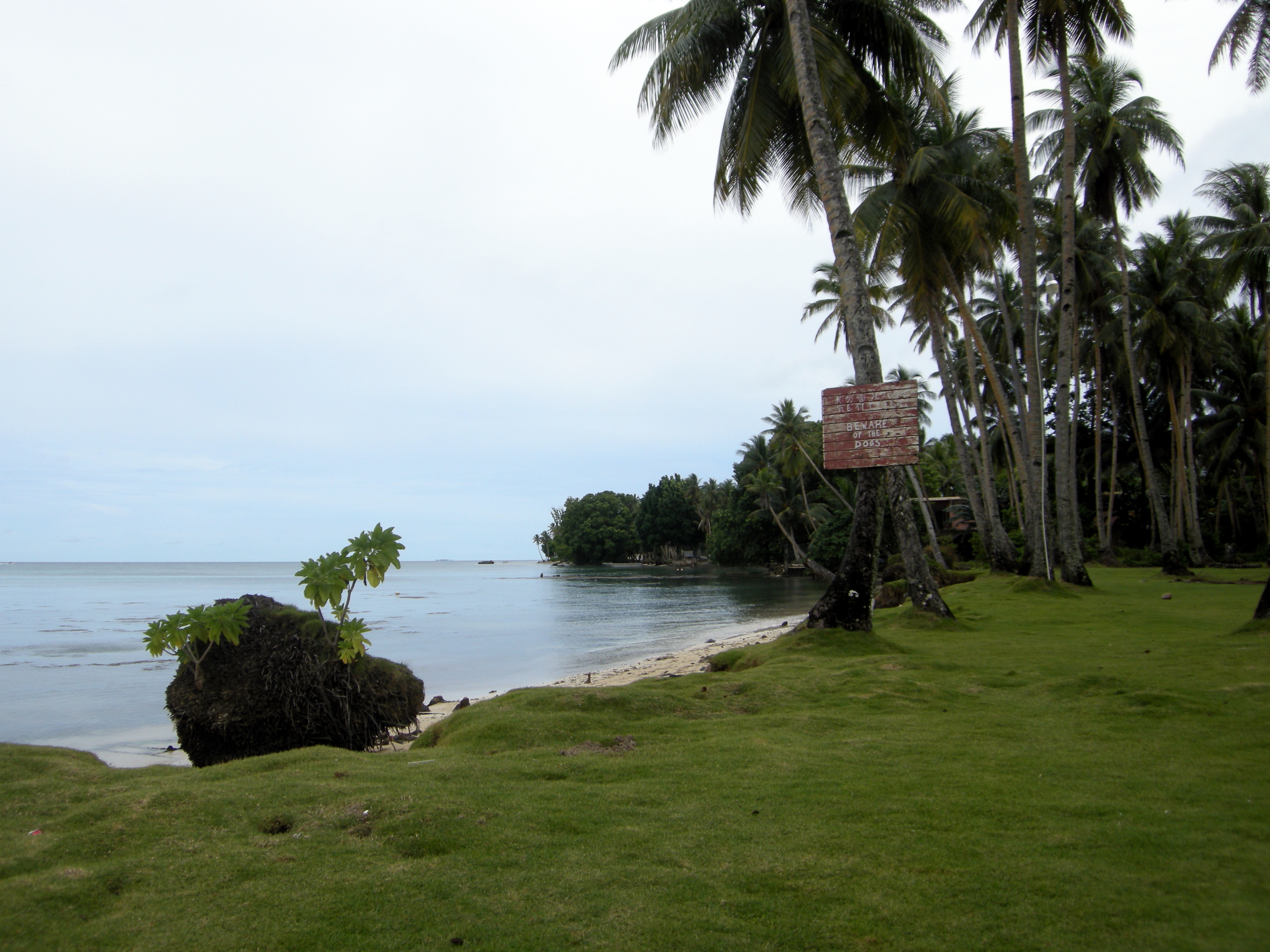
Una platja a Chuuk

L'anglès és la llengua oficial i comuna. A part de l'anglès, es parlen les següents llengües austronesies:
| Categoria | Llengua        | Llengua familiar    | Nombre de parlants |
| --------- | -------------- | ------------------- | ------------------ |
| 1         | Chuukese       | Micronesis          | 45,900             |
| 2         | Pohnpeian      | Micronesis          | 30.000             |
| 3         | Kosraean       | Micronesis          | 8.000              |
| 4         | Mortlockese    | Micronesis          | 5,900              |
| 5         | Yapese         |                     | 5,130              |
| 6         | Ulithian       | Micronesi           | 3.000              |
| 7         | Kapingamarangi | Llengües polinèsies | 3.000              |
| 8         | Pingelapese    | Micronesi           | 3.000              |
| 9         | Woleaian       | Micronesi           | 1,700              |
| 10        | Mokilese       | Micronesi           | 1.500              |
| 11        | Puluwat        | Micronesi           | 1,400              |
| 12        | Pááfang        | Micronesi           | 1,300              |
| 13        | Namonuito      | Micronesi           | 940                |
| 14        | Nukuoro        | Polinesi            | 700                |
| 15        | Ngatikese      | Micronesi           | 700                |
| 16        | Satawalese     | Micronesi           | 500                |
| 17        | Nguluwan       |                     | 50                 |
| 18        | Ngatikese      | Llengua criolla     | 30                 |

### Religió

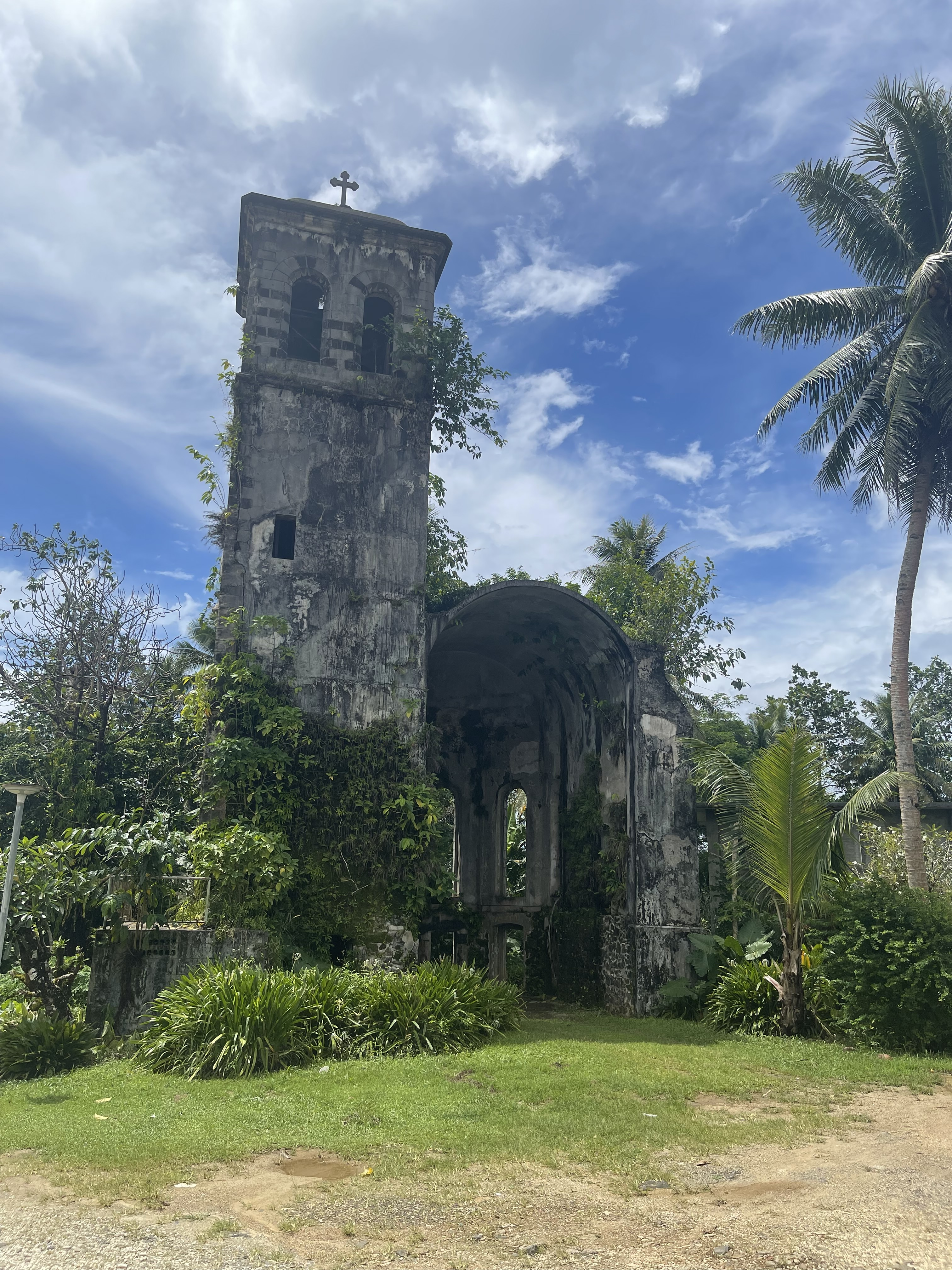
Campanar de la catedral de Ponape, a Kolonia, a l'illa de Pohnpei, construïda l'any 1909 per missioners caputxins alemanys

Els Estats Federats de Micronèsia són 97% cristians. Més de la meitat de la població segueix l'Església catòlica (55%) i al voltant del 42% hi ha uns quants grups cristians protestants. En general això es deu a la història colonial espanyola i alemanya. El domini espanyol va fer que una gran part de la població es mantingués catòlica. Durant el període colonial alemany, fins al 1914, es van desplegar missioners catòlics i protestants de l'Imperi alemany. Diverses confessions protestants, així com l'Església catòlica romana, són presents a tots els estats de Micronèsia. La majoria dels grups protestants tenen les seves arrels als missioners congregacionalistes nord-americans. A l'illa de Kosrae, la població és d'aproximadament 7.800 habitants; El 95 % són protestants. A Pohnpei, la població de 35 000 habitants es reparteix a parts iguals entre protestants i catòlics. La majoria dels immigrants són catòlics filipins que s'han unit a les esglésies catòliques locals, per exemple, l'Església catòlica Nostra Senyora de la Misericòrdia a Pohnpei.
A Chuuk i Yap, s'estima que el 60% són catòlics i el 40% són protestants. Els grups religiosos amb pocs seguidors són els baptistes, les assemblees de Déu, l'exèrcit de salvació, els adventistes del setè dia, els testimonis de Jehovà, l'Església de Jesucrist dels sants dels últims dies (mormons) i la fe bahá'í. Hi ha un petit grup de budistes a Pohnpei, i un petit grup de musulmans àhmadia tant a Pohnpei com a Kosrae. L'assistència als oficis religiosos és generalment alta; les esglésies estan ben recolzades per les seves congregacions i tenen un paper important en la societat civil.
A la dècada de 1890, a l'illa de Pohnpei, els conflictes intermissionaris i la conversió dels líders de clan van donar lloc a divisions religioses al llarg de les línies de clan que persisteixen avui dia. Més protestants viuen a la part occidental de l'illa, mentre que més catòlics viuen a la banda oriental. Els missioners de moltes tradicions religioses són presents i operen lliurement. La Constitució preveu la llibertat de religió, i el govern generalment respecta aquest dret a la pràctica. El govern dels EUA no va rebre cap denúncia d'abús o discriminació social basat en creences o pràctiques religioses el 2007.

### Salut
L'esperança de vida era de 66 anys per als homes i 69 per a les dones el 2018.
Pingelap a l'estat de Pohnpei destaca per la prevalença d'una forma extrema de daltonisme anomenada acromatòpsia, i coneguda localment com a maskun. Aproximadament el 5% dels 3.000 habitants de l'atol estan afectats.

## Cultura

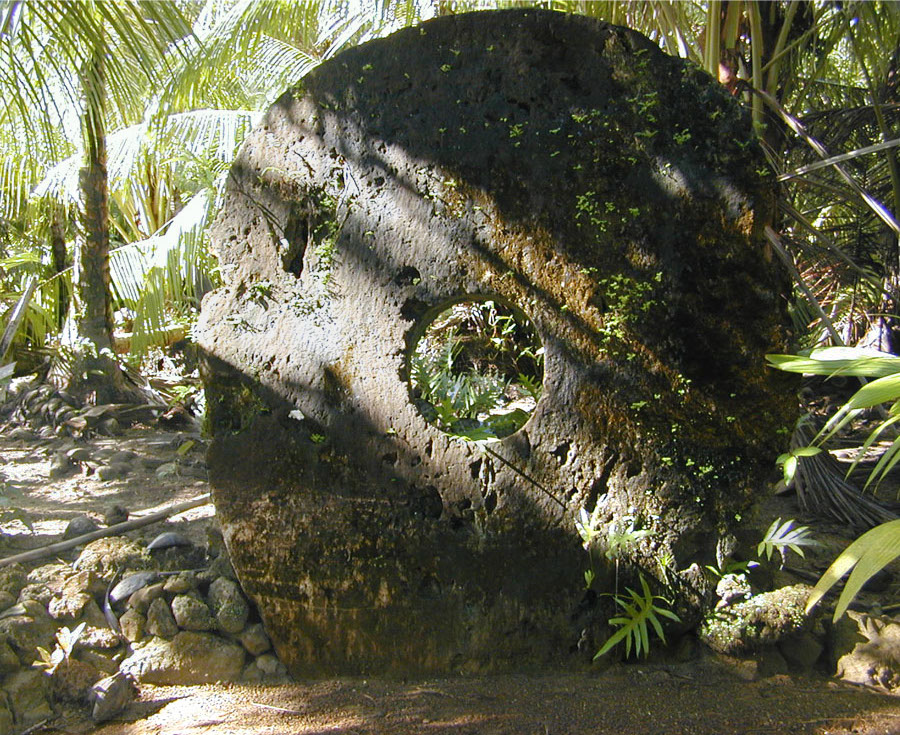
Un gran (aproximadament 2,4 m d'alçada) exemple de monets de pedra Yapese (Pedres rai) al poble de Gachpar

Cadascun dels quatre estats té la seva pròpia cultura i tradicions, però també hi ha vincles culturals i econòmics comuns que tenen segles d'antiguitat. Les similituds culturals inclouen la importància dels sistemes tradicionals de família extensa i clans i es troben a totes les illes.
L'illa de Yap destaca pels seus monets de pedra (Pedres rai), grans discos generalment de calcita, de fins a 4 m de diàmetre, amb un forat al mig. Els illencs, conscients del propietari d'una peça, no necessàriament els mouen quan canvia de propietat. Hi ha cinc tipus principals: Mmbul, Gaw, Ray, Yar i Reng, l'últim només de 30 cm de diàmetre. El seu valor es basa tant en la mida com en la història, molts d'ells han estat portats d'altres illes, fins a Nova Guinea, però la majoria provenen en temps antics de Palau. Aproximadament 6.500 d'ells es troben repartits per l'illa.
Pohnpei és la seu de Nan Madol: Centre Ceremonial de Micronèsia Oriental, Patrimoni de la Humanitat per la UNESCO, però actualment el lloc està catalogat com a en perill per causes naturals. El govern treballa en la conservació del lloc.

### Música

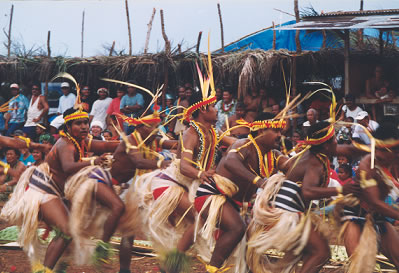
Homes Yapese ballant amb vestits tradicionals

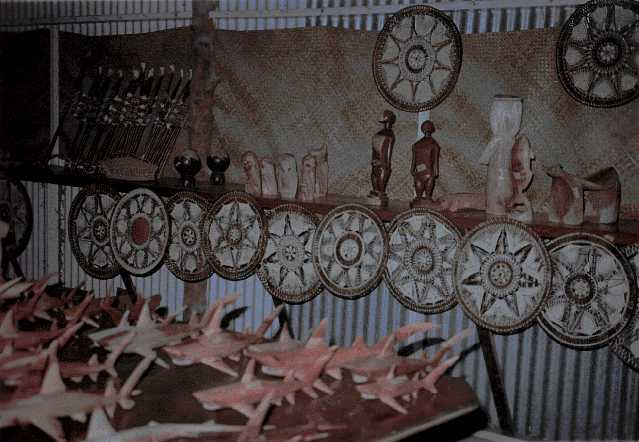
Una botiga a Pohnpei que ven records tradicionals

Les danses tradicionals de les illes principals són balls de bastons a Pohnpei, Chuuk i Yap, balls de peu a Chuuk i balls asseguts a Yap i Chuuk. Els Yapese són especialment coneguts per les seves habilitats en la dansa. El ball de bastons Yapese és realitzat per homes, dones i nens junts, mentre que els balls dempeus els realitzen dones o homes i nens, però maig tots dos junts. Els homes participen en diverses competicions de ball, que estan segregades per caste; les castes inferiors tenen uns quants balls diferents, com ara el ball d'una dona, però només poden ballar quan ho autoritza una persona d'una casta superior.